# ロー・ヤシン
ロー・ヤシン（Lo Yacine、1995年1月14日 - ）は、セネガルの女子バスケットボール選手である。ポジションはセンター。

## 来歴
中学まで母国セネガルで過ごした後、岐阜女子高校に留学し、拓殖大学に進学。
2018年、シャンソン化粧品シャンソンVマジックにアーリーエントリー。
2019年、新潟アルビレックスBBラビッツに移籍。
2021年、ENEOSサンフラワーズに移籍。